# Тоскаїн
Тоскаї́н (каз. Төсқайың) — село у складі Маркакольського району Східноказахстанської області Казахстану. Адміністративний центр Тоскаїнського сільського округу.
Населення — 366 осіб (2021; 430 у 2009, 836 у 1999, 1114 у 1989).
Національний склад станом на 1989 рік:
- казахи — 100 %

Станом на 1989 рік село називалося Бобровка.